# ألدو بيني
ألدو بيني (بالإيطالية: Aldo Bini) مواليد 30 يوليو 1915 في إيطاليا - الوفاة 16 يونيو 1993 في براتو، كان دراج إيطالي في صنف سباق الدراجات على الطريق.

## سجل النتائج

### سباقات أو مراحل فاز بها
- طواف إيطاليا

## الميداليات
| الميدالية | المسابقة                                    |
| --------- | ------------------------------------------- |
| فضية      | بطولة العالم لسباق الدراجات على الطريق 1936 |

## روابط خارجية
- ألدو بيني على موقع أرشيف الدراجات (الإنجليزية)
- ألدو بيني على موقع إحصائيات الدراجات الإحترافية (الإنجليزية)
- ألدو بيني على موقع CycleBase (الإنجليزية)